# Reprezentacja Szwajcarii w rugby union mężczyzn
Reprezentacja Szwajcarii w rugby  jest drużyną reprezentującą Szwajcarię w międzynarodowych turniejach. Drużyna występuje w Europejskiej 2B dywizji. W najnowszym rankingu (IRB Rankingi Świat - 18 listopada 2013) zajmuje 39 miejsce.

## Skład kadry narodowej
Aktualny skład kadry jest tutaj:

## Puchar Europy w Rugby
- W kwalifikacjach do European Nations Cup 2014, Szwajcaria przegrała z Holandią 24:7, a wygrała z Chorwacją 29:20[2].

## Puchar Świata w Rugby
- 1987-2012: nie zakwalifikowała się